# Solenophora toucana
Solenophora toucana är en tvåhjärtbladig växtart som beskrevs av D.L. Denham och D.N. Gibson. Solenophora toucana ingår i släktet Solenophora och familjen Gesneriaceae. Inga underarter finns listade i Catalogue of Life.